# Čím
Čím település Csehországban, a Příbrami járásban. Čím Korkyně, Chotilsko, Neveklov, Rabyně és Buš településekkel határos. Lakosainak száma 384 fő (2024. január 1.).

## Népesség
A település lakosságának változását az alábbi diagram mutatja:
| Lakosok száma | 434  | 412  | 367  | 253  | 235  | 311  | 321  | 340  | 387  | 384  |
|               | 1869 | 1900 | 1921 | 1961 | 1980 | 2011 | 2016 | 2019 | 2021 | 2024 |